# François Mughe
François Régis Mughe (Duala, 16 de junio de 2004) es un futbolista camerunés que juega de delantero en el Olympique de Marsella de la Ligue 1.

## Trayectoria
Canterano de la École de Football Brasseries du Cameroun desde 2012, fue traspasado al Olympique de Marsella el 24 de junio de 2022, firmando un contrato de 5 años. En un principio, formó parte del filial del Olympique de Marsella y, a principios de 2023, se incorporó al primer equipo. Debutó como profesional con el Marsella como suplente en la tanda de penaltis de la Copa de Francia contra el F. C. Annecy el 1 de marzo de 2023 (2-2 (7-6)), marcando el segundo gol de su equipo en el minuto 90+6.

## Selección nacional
Iba a ser convocado con la selección de Camerún sub-17 para la Copa Africana de Naciones Sub-17 de 2021, pero el torneo se canceló debido a la pandemia de COVID-19.

## Estilo de juego
Es un extremo diestro fuerte y rápido que puede jugar por ambas bandas. Es bueno con los dos pies, fuerte en el uno contra uno y tiene buena técnica.

## Estadísticas

### Clubes
Actualizado al último partido disputado el 17 de mayo de 2024.
| Club                             | Div.          | Temporada     | Liga  | Liga  | Liga   | Copas nacionales | Copas nacionales | Copas nacionales | Copas internacionales | Copas internacionales | Copas internacionales | Total | Total | Total  |
| Club                             | Div.          | Temporada     | Part. | Goles | Asist. | Part.            | Goles            | Asist.           | Part.                 | Goles                 | Asist.                | Part. | Goles | Asist. |
| -------------------------------- | ------------- | ------------- | ----- | ----- | ------ | ---------------- | ---------------- | ---------------- | --------------------- | --------------------- | --------------------- | ----- | ----- | ------ |
| Olympique de Marsella II Francia | 5.ª           | 2022-23       | 5     | 1     | 0      | —                | —                | —                | —                     | —                     | —                     | 5     | 1     | 0      |
| Olympique de Marsella II Francia | Total club    | Total club    | 5     | 1     | 0      | 0                | 0                | 0                | 0                     | 0                     | 0                     | 5     | 1     | 0      |
| Olympique de Marsella Francia    | 1.ª           | 2022-23       | 1     | 0     | 0      | 1                | 1                | 0                | 0                     | 0                     | 0                     | 2     | 1     | 0      |
| Olympique de Marsella Francia    | 1.ª           | 2023-24       | 5     | 0     | 0      | 0                | 0                | 0                | 2                     | 0                     | 0                     | 7     | 0     | 0      |
| Olympique de Marsella Francia    | Total club    | Total club    | 6     | 0     | 0      | 1                | 1                | 0                | 2                     | 0                     | 0                     | 9     | 1     | 0      |
| U. S. L. Dunkerque Francia       | 2.ª           | 2023-24       | 5     | 0     | 0      | —                | —                | —                | —                     | —                     | —                     | 5     | 0     | 0      |
| U. S. L. Dunkerque Francia       | Total club    | Total club    | 5     | 0     | 0      | 0                | 0                | 0                | 0                     | 0                     | 0                     | 5     | 0     | 0      |
| Total carrera                    | Total carrera | Total carrera | 16    | 1     | 0      | 1                | 1                | 0                | 2                     | 0                     | 0                     | 19    | 2     | 0      |